# Equini
Equini — триба млекопитающих подсемейства Equinae семейства лошадиных (Equidae). Единственная дожившая до наших дней триба в семействе. Встречалась по всему миру, кроме Австралии, Индонезии и Антарктиды. Известна с середины миоцена.
Триба Equini была выделена Gray в 1890 году, а в 1998 году MacFadden признал её монотипической.
Сестринские таксоны: Acritohippus, Calippini, Hipparionini, Merychippus, Protohippini, Scaphohippus, Stylonus.

## Систематика
- Род † Астрогиппус Astrohippus
- Род † Калиппус Calippus
- Род † Диногиппус Dinohippus
- Род Лошади (Equus, приблизительно 9—12 современных видов, около 7 вымерших)
- Род † Гетероплиогиппус Heteropliohippus
- Род † Гиппидион Hippidion
- Род † Оногиппидиум Onohippidium
- Род † Параплиогиппус Parapliohippus
- Род † Плезиппус Plesippus
- Род † Плиогиппус Pliohippus
- Род † Акритогиппус Acritohippus
- Род † Еврогиппус Eurohippus
- Род † Гетероплиогиппус Heteropliohippus
- Род † Пробоскидиппарион Proboscidipparion
- Род † Протогиппус Protohippus